# Agentschap voor het volksgezondheidsprogramma
Het Agentschap voor het volksgezondheidsprogramma (PHEA) is een uitvoerend agentschap van de Europese Unie, gevestigd in Luxemburg. Het agentschap is opgericht in 2005.

## Trivia
Uit het woord "programma" moet blijken dat het gaat om een uitvoerend agentschap.

AMLA · BEREC · Cedefop · CBP · CdT · CFCA · EACEA · EAR · EASA · ECDC · ECHA · EDA · EDPS · EFSA · EIGE · EEA · EMA · EMSA · ENISA · ETF · EUDA · ERA · EUSC · EU-OSHA · EUIPO · EWDD · FRA · EUSPA · IEEA · ISS ·  PHEA · EBA · Effecten en markten · Verzekeringen en bedrijfspensioenen · EPA · Eurofound · Eurojust · Europol · Frontex
Voormalige agentschappen: EUMC · GSA